# Рытиков, Василий Кузьмич
Василий Кузьмич Рытиков (1839—1901) — генерал-лейтенант, герой русско-турецкой войны 1877—1878 годов.

## Биография
Родился 22 марта 1839 года в станице Гундоровской, происходил из дворян Области Войска Донского, сын офицера Донского казачьего войска Кузьмы Тихоновича Рытикова.
Образование получил в Орловском Бахтина и Константиновском кадетском корпусах. 16 июня 1856 года выпущен хорунжим в артиллерию Донского казачьего войска, служил в 6-й, 4-й и 10-й онских казачьих батареях. 15 марта 1859 года произведён в сотники.
В 1864—1865 годах Рытиков находился в Польше и участвовал в завершающих делах против восставших поляков, в 1865 году награждён орденом св. Станислава 3-й степени.
23 мая 1866 года Рытиков был произведён в есаулы, в 1871 году награждён орденом св. Анны 3-й степени. 2 сентября 1872 года он получил чин войскового старшины и был назначен командиром 3-й Донской казачьей батареи. Произведённый 5 мая 1876 года в подполковники, Рытиков тогда же был назначен командиром 2-й Донской казачьей батареи. 13 ноября того же года он был перемещён на ту же должность в 18-ю Донскую казачью батарею, но уже 4 декабря был возвращён к прежнему месту службы.
Во главе 2-й Донской казачьей батареи Рытиков в 1877 году выступил на Дунайский театр начавшейся войны с Турцией. 5 октября 1877 года он был награждён орденом св. Георгия 4-й степени
В воздаяние за отличие, оказанное во время сражения с Турками, 4 Июля 1877 года, под Никополем, где занял почти недоступную для артиллерии позицию и двумя орудиями, под личным начальством, обстреливал чрез р. Осьму неприятельскую батарею и заставил её замолчать.
14 ноября 1878 года Рытиков получил золотую шашку с надписью «За храбрость». Среди прочих наград за русско-турецкую войну он в 1878 году был награждён орденами св. Станислава 2-й степени с мечами и св. Владимира 4-й степени с мечами и бантом.
С 6 ноября 1879 года Рытиков командовал 16-й Донской казачьей батареей, 26 февраля 1881 года произведён в полковники, 9 августа 1885 года вновь вернулся к командованию 2-й батареей (причём был награждён орденом св. Анны 2-й степени) и наконец 28 сентября 1888 года получил в командование 9-ю Донскую казачью батарею. В 1889 году награждён орденом св. Владимира 3-й степени.
12 января 1889 года Рытиков был назначен воинским начальником области Войска Донского, 12 февраля 1895 года произведён в генерал-майоры, в 1898 году награждён орденом св. Станислава 1-й степени.
Весной 1901 года Рытиков был произведён в генерал-лейтенанты и назначен комендантом Новочеркасска, но эту должность занимал недолго, поскольку 14 июля 1901 года скончался.